# Незатухающий ток
Незатухающий ток — постоянный электрический ток, не требующему внешнего источника энергии. Такой ток невозможен в обычных электрических устройствах, так как все обычно используемые проводники имеют ненулевое сопротивление, и это сопротивление быстро рассеивает любой такой ток в виде тепла. Однако в сверхпроводниках и некоторых мезоскопических устройствах возможны и наблюдаются незатухающие токи из-за квантовых эффектов. В резистивных материалах постоянные токи могут появляться в микроскопических образцах из-за размерных эффектов. Незатухающие токи широко используются в виде сверхпроводящих магнитов.

## В намагниченных материалах
В электромагнетизме намагниченность можно рассматривать как микроскопические незатухающие токи. По определению намагниченность {\displaystyle \mathbf {M} } можно заменить соответствующей микроскопической формой, которая представляет собой плотность электрического тока:
{\displaystyle \mathbf {J} =\nabla \times \mathbf {M} \,.}
Этот ток является связанным током, и не имеет никакого накопления заряда, поскольку он бездивергентен. Это означает, что любой постоянный магнит, например кусок магнитного камня, может рассматриваться как имеющий незатухающие электрические токи, протекающие по нему (незатухающие токи обычно концентрируются вблизи поверхности).
Обратное также верно: любой незатухающий электрический ток не имеет дивергенции и поэтому его можно представить как намагниченность. Следовательно, в макроскопических уравнениях Максвелла существует математический произвол, представлять ли незатухающие токи как намагниченность или наоборот. Однако в микроскопической формулировке уравнений Максвелла {\displaystyle \mathbf {M} } не появляется, и поэтому любые намагниченности должны быть представлены связанными токами.

## В сверхпроводниках
В сверхпроводниках заряд может течь без всякого сопротивления. Можно изготовить куски сверхпроводника с большим встроенным незатухающим током, либо создав сверхпроводящее состояние (охлаждая материал) во время протекания через него тока, либо изменив магнитное поле вокруг сверхпроводника после создания сверхпроводящего состояния. Этот принцип используется в сверхпроводящих электромагнитах для создания устойчивых сильных магнитных полей, для поддержания которых требуется лишь небольшое количество энергии. Незатухающий ток впервые был получен Х. Камерлинг-Оннесом, а попытки установить нижнюю границу их продолжительности достигли значений более 100 000 лет.

## В проводниках с сопротивлением

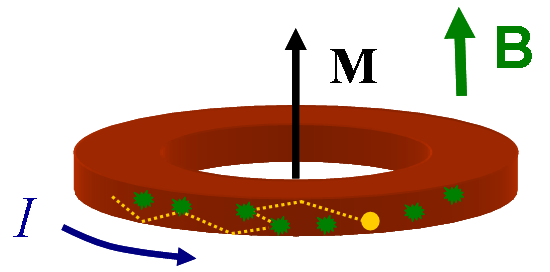
Схема незатухающего тока. Зелёная стрелка указывает направление статического приложенного магнитного поля B, которое позволяет течь полному току I (синяя стрелка) и создавать намагниченность M (чёрная стрелка), нарушая симметрию между токами текущими по часовой стрелке и против часовой стрелки. Жёлтая точка представляет электрон, движущийся в материале кольца с примесями (зелёные звёзды) без рассеяния. Типичный кольцевой ток составляет 1 наноампер для кольца диаметром 0,6 микрометра при температуре ниже 0,5 К.

Крошечные незатухающие токи могут существовать внутри резистивных металлов, помещённых в магнитное поле, даже в металлах, которые номинально являются «немагнитными». Ток является результатом квантово-механического эффекта, который влияет на то, как электроны движутся через проводники, и возникает из-за того же вида движения, которое позволяет электронам внутри атома вечно вращаться вокруг ядра.
Этот тип незатухающего тока представляет собой мезоскопический низкотемпературный эффект: величина тока становится заметной, когда размер металлической системы уменьшается до масштаба длины фазовой когерентности электрона и тепловой длины когерентности. Незатухающие токи уменьшаются с повышением температуры и исчезают экспоненциально при температуре выше чем температура Таулесса. Эта температура масштабируется как величина, обратная квадрату диаметра контура. Следовательно, предполагалось, что незатухающие токи могут протекать вплоть до комнатной температуры и выше в нанометрических металлических структурах, таких как наночастицы металлов (Au, Ag,…). Эта гипотеза была предложена для объяснения сингулярных магнитных свойств наночастиц из золота и других металлов. В отличие от сверхпроводников, эти постоянные токи не появляются при нулевом магнитном поле, поскольку ток симметрично колеблется между положительными и отрицательными значениями; магнитное поле нарушает эту симметрию и допускает ненулевой средний ток. Хотя постоянный ток в отдельном кольце в значительной степени непредсказуем из-за неконтролируемых факторов, таких как конфигурация рассеивателей, он имеет небольшое смещение, так что средний постоянный ток появляется даже для ансамбля проводников с различными конфигурациями рассеивателей.
Этот тип незатухающего тока в кольцах микрометрового масштаба был предсказан в 1983 году Маркусом Бюттикером, Йозефом Имри и Рольфом Ландауэром. Поскольку для эффекта требуется фазовая когерентность электронов по всему кольцу, ток нельзя наблюдать, когда кольцо прерывается например амперметром, и, следовательно, ток необходимо измерять косвенно через его намагниченность. Фактически, все металлы проявляют некоторую намагниченность в магнитных полях из-за комбинации эффекта де Хааза — ван Альфена, диамагнетизма ядра, диамагнетизма Ландау, парамагнетизма Паули, которые проявляются независимо от формы проводника. Дополнительная намагниченность от незатухающего тока становится сильной при форме соединённого кольца и, например, исчезнет, если кольцо разрезать.
Экспериментальные доказательства наблюдения незатухающих токов были впервые представлены в 1990 году исследовательской группой Bell Laboratories, которая использовала сверхпроводящий резонатор для изучения массива медных колец. Последующие измерения с использованием сверхпроводящих резонаторов и чрезвычайно чувствительных магнитометров, известных как устройства сверхпроводящей квантовой интерференции (СКВИД), дали противоречивые результаты. В 2009 году физики из Стэнфордского университета, использующие сканирующий СКВИД и из Йельского университета, использующие микроэлектромеханические кантилеверы сообщили об измерениях незатухающих токов в наноразмерных золотых и алюминиевых кольцах соответственно, которые показали строгое согласие с простой теорией невзаимодействующих электронов.
Измерения проведённые в 2009 году обнаружили большую чувствительность к незатухающим токам, чем предыдущие измерения, и внесли несколько других улучшений в обнаружение незатухающих токов. Способность сканирующего СКВИДа изменять положение детектора СКВИДа относительно кольца позволяла измерять количество колец на одном чипе образца и лучше извлекать текущий сигнал из фонового шума. Техника механического обнаружения кантилеверного детектора позволила измерить кольца в чистой электромагнитной среде в широком диапазоне магнитного поля, а также измерить количество колец на одном образце чипа.